# Dánia az 1960. évi nyári olimpiai játékokon
Dánia az olaszországi Rómában megrendezett 1960. évi nyári olimpiai játékok egyik részt vevő nemzete volt. Az országot az olimpián 15 sportágban 100 sportoló képviselte, akik összesen 6 érmet szereztek.

## Érmesek
| Érem  | Versenyző | Sportág    | Versenyszám                 |
| ----- | --- | ---------- | --------------------------- |
| Arany | Erik Hansen | Kajak-kenu | Férfi kajak egyes 1000 m    |
| Arany | Paul Elvstrøm | Vitorlázás | Finn dingi                  |
| Ezüst | Nemzeti válogatott Poul Andersen John Danielsen Henning Enoksen Henry From Bent Hansen Poul Jensen Hans Christian Nielsen Flemming Nielsen Harald Nielsen Poul Pedersen Jørn Sørensen Tommy Troelsen | Labdarúgás | Férfi                       |
| Ezüst | William Berntsen Steen Christensen Søren Hancke | Vitorlázás | 5,5 méteres                 |
| Ezüst | Hans Fogh Ole Erik Petersen | Vitorlázás | Repülő hollandi             |
| Bronz | Erik Hansen Arne Høyer Erling Jessen Helmuth Nyborg | Kajak-kenu | Férfi kajak váltó 4 × 500 m |

## Atlétika
Férfi
| Versenyző          | Versenyszám     | Döntő     | Döntő    |
| Versenyző          | Versenyszám     | Idő       | Helyezés |
| ------------------ | --------------- | --------- | -------- |
| Johannes Lauridsen | Maraton         | 2:32:32,0 | 41.      |
| Thyge Thøgersen    | Maraton         | 2:21:03,4 | 6.       |
| Tommy Kristensen   | 20 km gyaloglás | 1:41:07,6 | 15.      |
| Leo Rosschou       | 20 km gyaloglás | 1:46:35,8 | 25.      |

| Versenyző      | Versenyszám | Selejtező | Selejtező | Döntő    | Döntő    |
| Versenyző      | Versenyszám | Eredmény  | Helyezés  | Eredmény | Helyezés |
| -------------- | ----------- | --------- | --------- | -------- | -------- |
| Bjørn Andersen | Rúdugrás    | 400 cm    | =23.      | kiesett  | kiesett  |

Női
| Versenyző      | Versenyszám | Előfutam | Előfutam | Negyeddöntő | Negyeddöntő | Elődöntő | Elődöntő | Döntő   | Döntő    |
| Versenyző      | Versenyszám | Idő      | Hely.    | Idő         | Hely.       | Idő      | Hely.    | Idő     | Helyezés |
| -------------- | ----------- | -------- | -------- | ----------- | ----------- | -------- | -------- | ------- | -------- |
| Vivi Markussen | 100 m       | 12,2     | 3.       | 12,4        | 6.          | kiesett  | kiesett  | kiesett | kiesett  |

| Versenyző          | Versenyszám   | Selejtező | Selejtező | Döntő    | Döntő    |
| Versenyző          | Versenyszám   | Eredmény  | Helyezés  | Eredmény | Helyezés |
| ------------------ | ------------- | --------- | --------- | -------- | -------- |
| Mette Oxvang       | Magasugrás    | 160 cm    | 18.       | kiesett  | kiesett  |
| Karen Inge Halkier | Diszkoszvetés | 43,99 m   | 17.       | kiesett  | kiesett  |
| Lise Koch          | Gerelyhajítás | 43,01 m   | 18.       | kiesett  | kiesett  |

## Birkózás
Kötöttfogású
| Versenyző       | Versenyszám | 1. forduló                    | 1. forduló | 1. forduló | 2. forduló                       | 2. forduló | 2. forduló | 3. forduló                        | 3. forduló | 3. forduló | 4. forduló                      | 4. forduló | 4. forduló | 5. forduló        | 5. forduló | 5. forduló | 6. forduló        | 6. forduló | 6. forduló | Döntő             | Döntő   | Döntő   | Helyezés |
| Versenyző       | Versenyszám | Ellenfél Eredmény             | Pont       | Hely.      | Ellenfél Eredmény                | Pont       | Hely.      | Ellenfél Eredmény                 | Pont       | Hely.      | Ellenfél Eredmény               | Pont       | Hely.      | Ellenfél Eredmény | Pont       | Hely.      | Ellenfél Eredmény | Pont       | Hely.      | Ellenfél Eredmény | Pont    | Hely.   | Helyezés |
| --------------- | ----------- | ----------------------------- | ---------- | ---------- | -------------------------------- | ---------- | ---------- | --------------------------------- | ---------- | ---------- | ------------------------------- | ---------- | ---------- | ----------------- | ---------- | ---------- | ----------------- | ---------- | ---------- | ----------------- | ------- | ------- | -------- |
| Jørgen Jensen   | 52 kg       | Osman El-Sayed (RAU) · 3-1    | 3          | =12.       | Stefan Hajduk (POL) · 3-1        | 6          | =14.       | kiesett                           | kiesett    | kiesett    | kiesett                         | kiesett    | kiesett    |                   |            |            |                   |            |            | kiesett           | kiesett | kiesett | 14.      |
| Rudolf Pedersen | 62 kg       | Kazimierz Macioch (POL) · 1-3 | 1          | =6.        | Roger Mannhard (FRA) · kétvállas | 5          | =17.       | Umberto Trippa (ITA) · kétvállas  | 9          | 17.        | kiesett                         | kiesett    | kiesett    | kiesett           | kiesett    | kiesett    | kiesett           | kiesett    | kiesett    | kiesett           | kiesett | kiesett | 17.      |
| Erik Thomsen    | 67 kg       | Ernest Gondzik (POL) · 3-1    | 3          | =13.       | Edmund Seger (EUA) · kétvállas   | 3          | =5.        | Dimitar Stoyanov (BUL) · 3-1      | 6          | =14.       | kiesett                         | kiesett    | kiesett    | kiesett           | kiesett    | kiesett    |                   |            |            | kiesett           | kiesett | kiesett | 13.      |
| Bjarne Ansbøl   | 73 kg       | Hrihorij Hamarnik (URS) · 3-1 | 3          | =16.       | Sachihiko Takeda (JPN) · 2-2     | 5          | =18.       | Valeriu Bularcă (ROU) · kétvállas | 5          | =10.       | Günter Maritschnigg (EUA) · 3-1 | 8          | =9.        | kiesett           | kiesett    | kiesett    | kiesett           | kiesett    | kiesett    | kiesett           | kiesett | kiesett | 9.       |

## Evezés
| Versenyző                                                                                 | Versenyszám              | Előfutam | Előfutam | Vigaszág | Vigaszág | Elődöntő      | Elődöntő      | Döntő   | Döntő   | Helyezés    |
| Versenyző                                                                                 | Versenyszám              | Idő      | Hely.    | Idő      | Hely.    | Idő           | Hely.         | Idő     | Hely.   | Helyezés    |
| ----------------------------------------------------------------------------------------- | ------------------------ | -------- | -------- | -------- | -------- | ------------- | ------------- | ------- | ------- | ----------- |
| Jannik Madum Andersen Poul Mortensen                                                      | Kétpárevezős             | 7:15,23  | 5.       | 7:09,95  | 3.       |               |               | kiesett | kiesett | helyezetlen |
| Tage Grøndahl Elo Tostenæs                                                                | Kormányos nélküli kettes | 7:20,58  | 3.       | 7:17,06  | 2.       | nem ért célba | nem ért célba | kiesett | kiesett | helyezetlen |
| Jens Berendt Jensen Knud Nielsen Sven Lysholt Hansen (kormányos)                          | Kormányos kettes         | 7:36,04  | 2.       | 7:39,70  | 1.       |               |               | 7:39,20 | 4.      | 4.          |
| Hugo Christiansen Mogens Jensen Børge Kaas Andersen Ole Kassow                            | Kormányos nélküli négyes | 6:44,20  | 5.       | 6:49,75  | 3.       |               |               | kiesett | kiesett | helyezetlen |
| Poul Justesen Mogens Pedersen Svend Helge Hansen Erik Rask Ejgo Vejby Nielsen (kormányos) | Kormányos négyes         | 6:47,37  | 3.       | 6:51,70  | 3.       | kiesett       | kiesett       | kiesett | kiesett | helyezetlen |

## Gyeplabda
| Dán férfi gyeplabdacsapat-játékoskeret                                                                     | Dán férfi gyeplabdacsapat-játékoskeret                                                                                  |
| --- | --- |
| - Carsten Bruun - Erik Frandsen - Hans Glendrup - Jesper Guldbrandsen - Torben Alstrup Jensen - Bent Kilde | - Flemming Kristiansen - Erling Nielsen - Poul Moll Nielsen - Villy Moll Nielsen - Willy Kristoffersen - Vagn Peitersen |

### Eredmények
| Színmagyarázat                                                                                           |
| --- |
| A csoportok első két helyezettje bejutott a negyeddöntőbe.                                               |
| A csoportok harmadik helyezettjei a 9–12. helyért, a negyedik helyezettjei a 13–16. helyért játszhattak. |

Csoportkör
A csoport
| Csapat          | M | Gy | D | V | G+ | G– | Gk  | P |
| --------------- | - | -- | - | - | -- | -- | --- | - |
| India (IND)     | 3 | 3  | 0 | 0 | 17 | 1  | +16 | 6 |
| Új-Zéland (NZL) | 3 | 1  | 1 | 1 | 5  | 5  | 0   | 3 |
| Hollandia (NED) | 3 | 1  | 1 | 1 | 6  | 7  | –1  | 3 |
| Dánia (DEN)     | 3 | 0  | 0 | 3 | 3  | 18 | –15 | 0 |

| 1960. augusztus 27. 15:00 | India (IND)                                                                       | 10 – 0  | Dánia (DEN) | Stadio dei Marmi Játékvezetők: McIldowie (RSA), Whitelaw (GBR) |
| 1960. augusztus 27. 15:00 | P. Singh 1', 15', 16' · Bhola 22', 31', 67' · Peter 66', 67' · Ja. Singh 43', 64' | (5 – 0) |             | Stadio dei Marmi Játékvezetők: McIldowie (RSA), Whitelaw (GBR) |

| 1960. augusztus 31. 16:30 | Új-Zéland (NZL)                           | 4 – 1   | Dánia (DEN)     | Olympic Velodrome Játékvezetők: McDowell (AUS), Glichitch (FRA) |
| 1960. augusztus 31. 16:30 | Hobson 4' · Turner 24', 41' · Bygrave 35' | (3 – 1) | Kristiansen 16' | Olympic Velodrome Játékvezetők: McDowell (AUS), Glichitch (FRA) |

| 1960. szeptember 3. 10:00 | Hollandia (NED)                                             | 4 – 2   | Dánia (DEN)                          | Olympic Velodrome Játékvezetők: Harasta (AUT), Bernet (SUI) |
| 1960. szeptember 3. 10:00 | Jan van Erven Dorens 37', 49', 64' · P. Nielsen 70' (öngól) | (0 – 1) | Guldbrandsen 30' · Kristoffersen 68' | Olympic Velodrome Játékvezetők: Harasta (AUT), Bernet (SUI) |

A 13–16. helyért
Dánia nem vett részt a további küzdelmekben, ezért hivatalosan a 16. helyen végzett.
| Csapat            | M | Gy | D | V | G+ | G– | Gk | P |
| ----------------- | - | -- | - | - | -- | -- | -- | - |
| Olaszország (ITA) | 2 | 1  | 1 | 0 | 3  | 2  | +1 | 3 |
| Japán (JPN)       | 2 | 1  | 0 | 1 | 6  | 3  | +3 | 2 |
| Svájc (SUI)       | 2 | 0  | 1 | 1 | 2  | 6  | –4 | 1 |

| Csapat      | Helyezés |
| ----------- | -------- |
| Dánia (DEN) | 16.      |

## Kajak-kenu
Férfi
| Versenyző                                           | Versenyszám           | Előfutam | Előfutam | Vigaszág | Vigaszág | Elődöntő | Elődöntő | Döntő   | Döntő    |
| Versenyző                                           | Versenyszám           | Idő      | Hely.    | Idő      | Hely.    | Idő      | Hely.    | Idő     | Helyezés |
| --------------------------------------------------- | --------------------- | -------- | -------- | -------- | -------- | -------- | -------- | ------- | -------- |
| Erik Hansen                                         | Kajak egyes 1000 m    | 3:57,04  | 1.       | erőnyerő | erőnyerő | 3:57,31  | 1.       | 3:53,00 |          |
| Kaj Schmidt Vagn Schmidt                            | Kajak kettes 1000 m   | 3:45,04  | 1.       | erőnyerő | erőnyerő | 3:51,65  | 3.       | 3:39,06 | 5.       |
| Erik Hansen Helmuth Nyborg Arne Høyer Erling Jessen | Kajak váltó 4 × 500 m | 8:03,55  | 3.       | 7:58,40  | 1.       | 7:52,29  | 2.       | 7:46,09 |          |
| Erik Christensen                                    | Kenu egyes 1000 m     | 4:50,71  | 3.       | erőnyerő | erőnyerő | 4:48,18  | 3.       | 4:49,63 | 9.       |

Női
| Versenyző                        | Versenyszám        | Előfutam | Előfutam | Vigaszág | Vigaszág | Elődöntő | Elődöntő | Döntő   | Döntő    |
| Versenyző                        | Versenyszám        | Idő      | Hely.    | Idő      | Hely.    | Idő      | Hely.    | Idő     | Helyezés |
| -------------------------------- | ------------------ | -------- | -------- | -------- | -------- | -------- | -------- | ------- | -------- |
| Anni Werner-Hansen               | Kajak egyes 500 m  | 2:14,04  | 4.       | 2:13,76  | 1.       | 2:17,87  | 3.       | 2:13,88 | 4.       |
| Anni Werner-Hansen Birgit Jensen | Kajak kettes 500 m | 2:03,98  | 2.       | erőnyerő | erőnyerő |          |          | 2:01,36 | 5.       |

## Kerékpározás

### Országúti kerékpározás
| Versenyző                                                         | Versenyszám     | Idő           | Helyezés      |
| ----------------------------------------------------------------- | --------------- | ------------- | ------------- |
| Vagn Bangsborg Niels Baunsøe Jørgen Jørgensen Knud Enemark Jensen | Csapat időfutam | nem ért célba | nem ért célba |

### Pálya-kerékpározás
Üldözőverseny
| Versenyző                                              | Versenyszám  | Selejtező                                                                                        | Selejtező | Selejtező | Negyeddöntő                                                                                                | Negyeddöntő | Negyeddöntő | Elődöntő     | Elődöntő  | Elődöntő | Döntő        | Döntő     | Helyezés |
| Versenyző                                              | Versenyszám  | Ellenfél Idő                                                                                     | Saját idő | Hely.     | Ellenfél Idő                                                                                               | Saját idő   | Hely.       | Ellenfél Idő | Saját idő | Hely.    | Ellenfél Idő | Saját idő | Helyezés |
| ------------------------------------------------------ | ------------ | ------------------------------------------------------------------------------------------------ | --------- | --------- | --- | ----------- | ----------- | ------------ | --------- | -------- | ------------ | --------- | -------- |
| Leif Larsen John Lundgren Jens Sørensen Kurt vid Stein | Férfi csapat | Nagy-Britannia (GBR) · Michael Gambrill · Barry Hoban · Joseph McClean · Charlie McCoy · 4:45,23 | 4:40,80   | 1.        | Egyesült Német Csapat (EUA) · Bernd Barleben · Peter Gröning · Manfred Klieme · Siegfried Köhler · 4:29,32 | 4:37,44     | 2.          | kiesett      | kiesett   | kiesett  | kiesett      | kiesett   | 5.       |

## Labdarúgás
| Dán labdarúgócsapat-játékoskeret                                                            | Dán labdarúgócsapat-játékoskeret                                                                              |
| ------------------------------------------------------------------------------------------- | --- |
| - Poul Andersen - John Danielsen - Henning Enoksen - Henry From - Bent Hansen - Poul Jensen | - Hans Christian Nielsen - Flemming Nielsen - Harald Nielsen - Poul Pedersen - Jørn Sørensen - Tommy Troelsen |

### Eredmények
Csoportkör
C csoport
| Csapat        | M | Gy | D | V | G+ | G– | Gk | P |
| ------------- | - | -- | - | - | -- | -- | -- | - |
| Dánia         | 3 | 3  | 0 | 0 | 8  | 4  | +4 | 6 |
| Argentína     | 3 | 2  | 0 | 1 | 6  | 4  | +2 | 4 |
| Lengyelország | 3 | 1  | 0 | 2 | 7  | 5  | +2 | 2 |
| Tunézia       | 3 | 0  | 0 | 3 | 3  | 11 | –8 | 0 |

| 1960. augusztus 26. 21:00 |

| Dánia (DEN)                         | 3–2               | Argentína               |
| ----------------------------------- | ----------------- | ----------------------- |
| Sørensen 31' Harald Nielsen 46' 85' | (1–1) Jegyzőkönyv | Oleniak 20' Bilardo 88' |

| Róma Játékvezető: Liverani (olasz) |

| 1960. augusztus 29. 21:00 |

| Dánia (DEN)                     | 2–1               | Lengyelország |
| ------------------------------- | ----------------- | ------------- |
| Harald Nielsen 15' Pedersen 86' | (1–0) Jegyzőkönyv | Gadecki 62'   |

| Livorno Nézőszám: 3 700 Játékvezető: Lo Bello (olasz) |

| 1960. szeptember 1. 16:00 |

| Dánia (DEN)                           | 3–1               | Tunézia    |
| ------------------------------------- | ----------------- | ---------- |
| F. Nielsen 24' Harald Nielsen 27' 88' | (2–0) Jegyzőkönyv | Chérif 48' |

| L’Aquila Nézőszám: 2 000 Játékvezető: Campanati (olasz) |

Elődöntő
| 1960. szeptember 6. 21:00 |

| Dánia (DEN)                    | 2–0               | Magyarország |
| ------------------------------ | ----------------- | ------------ |
| Harald Nielsen 19' Enoksen 81' | (1–0) Jegyzőkönyv |              |

| Róma Nézőszám: 10 000 Játékvezető: Leafe (brit) |

Döntő
| 1960. szeptember 10. 21:00 |

| Jugoszlávia (YUG)             | 3–1               | Dánia          |
| ----------------------------- | ----------------- | -------------- |
| Galić 1' Matuš 11' Kostić 69' | (2–0) Jegyzőkönyv | F. Nielsen 90' |

| Róma Nézőszám: 40 000 Játékvezető: Lo Bello (olasz) |

| Csapat      | Helyezés |
| ----------- | -------- |
| Dánia (DEN) |          |

## Lovaglás
Lovastusa
| Versenyző                                              | Ló                          | Versenyszám | Díjlovaglás | Díjlovaglás | Tereplovaglás | Tereplovaglás | Díjugratás | Díjugratás | Végeredmény | Végeredmény |
| Versenyző                                              | Ló                          | Versenyszám | Bünt.       | Hely.       | Bünt.         | Hely.         | Bünt.      | Hely.      | Bünt.       | Helyezés    |
| ------------------------------------------------------ | --------------------------- | ----------- | ----------- | ----------- | ------------- | ------------- | ---------- | ---------- | ----------- | ----------- |
| Ib Bjorke                                              | Lakaj                       | Egyéni      | -73,50      | 2.          | -192,80       | 38.           | -10,00     | =13.       | -276,30     | 28.         |
| Poul Erik Bæk                                          | Rolf II                     | Egyéni      | -136,50     | 44.         | nem ért célba | nem ért célba | kiesett    | kiesett    | kiesett     | kiesett     |
| Arne Preben Jensen                                     | Poker                       | Egyéni      | -176,50     | 68.         | -162,00       | 34.           | -42,00     | 33.        | -380,50     | 32.         |
| Peter Zobel                                            | Neutron                     | Egyéni      | -93,51      | 10.         | kizárták      | kizárták      | kiesett    | kiesett    | kiesett     | kiesett     |
| Ib Bjorke Poul Erik Bæk Arne Preben Jensen Peter Zobel | Lakaj Rolf II Poker Neutron | Csapat      | -303,51     | 4.          | nem ért célba | nem ért célba | kiesett    | kiesett    | kiesett     | kiesett     |

## Műugrás
Női
| Versenyző     | Versenyszám        | Selejtező | Selejtező | Döntő   | Döntő   | Döntő    |
| Versenyző     | Versenyszám        | Pont      | Helyezés  | Pont    | Össz.   | Helyezés |
| ------------- | ------------------ | --------- | --------- | ------- | ------- | -------- |
| Hanna Laursen | Egyéni toronyugrás | 48,89     | 14.       | kiesett | kiesett | kiesett  |
| Bende Velin   | Egyéni toronyugrás | 48,35     | 16.       | kiesett | kiesett | kiesett  |

## Ökölvívás
| Versenyző               | Versenyszám   | Selejtező         | 32-es főtábla                | Nyolcaddöntő      | Negyeddöntő       | Elődöntő          | Döntő             | Helyezés |
| Versenyző               | Versenyszám   | Ellenfél Eredmény | Ellenfél Eredmény            | Ellenfél Eredmény | Ellenfél Eredmény | Ellenfél Eredmény | Ellenfél Eredmény | Helyezés |
| ----------------------- | ------------- | ----------------- | ---------------------------- | ----------------- | ----------------- | ----------------- | ----------------- | -------- |
| Villy Bækgaard Andersen | Légsúly       | erőnyerő          | Humberto Barrera (USA) · 1-4 | kiesett           | kiesett           | kiesett           | kiesett           | 17.      |
| Børge Krogh             | Pehelysúly    |                   | Jorma Limmonen (FIN) · 0-5   | kiesett           | kiesett           | kiesett           | kiesett           | 17.      |
| Benny Nielsen           | Váltósúly     | erőnyerő          | Leszek Drogosz (POL) · 0-5   | kiesett           | kiesett           | kiesett           | kiesett           | 17.      |
| Leif Hansen             | Nagyváltósúly |                   | Henryk Dampc (POL) · 1-4     | kiesett           | kiesett           | kiesett           | kiesett           | 17.      |
| Achton Mikkelsen        | Középsúly     |                   | Teifion Davies (AUS) · 2-3   | kiesett           | kiesett           | kiesett           | kiesett           | 17.      |

## Öttusa
| Versenyző     | Versenyszám | Lovaglás | Lovaglás | Lovaglás | Lovaglás | Vívás    | Vívás | Vívás | Lövészet | Lövészet | Lövészet | Úszás  | Úszás | Úszás | Futás   | Futás | Futás | Összesen    | Összesen |
| Versenyző     | Versenyszám | Idő      | Bünt.    | Pont     | Hely.    | Eredmény | Pont  | Hely. | Pontszám | Pont     | Hely.    | Idő    | Pont  | Hely. | Idő     | Pont  | Hely. | Összes pont | Helyezés |
| ------------- | ----------- | -------- | -------- | -------- | -------- | -------- | ----- | ----- | -------- | -------- | -------- | ------ | ----- | ----- | ------- | ----- | ----- | ----------- | -------- |
| Benny Schmidt | Egyéni      | 9:02,0   | 0        | 994      | 32.      | 32–25    | 747   | 19.   | 174      | 580      | 49.      | 5:32,0 | 540   | 56.   | 15:17,1 | 949   | 30.   | 3810        | 47.      |

## Sportlövészet
Férfi
| Versenyző           | Versenyszám                    | Selejtező | Selejtező | Selejtező | Döntő | Döntő    |
| Versenyző           | Versenyszám                    | Csoport   | Pont      | Helyezés  | Pont  | Helyezés |
| ------------------- | ------------------------------ | --------- | --------- | --------- | ----- | -------- |
| Per Nielsen         | Gyorstüzelő pisztoly           |           |           |           | 532   | 51.      |
| Uffe Schultz Larsen | Szabadpuska, összetett (300 m) | B         | 547       | 11.       | 1088  | 21.      |
| Uffe Schultz Larsen | Sportpuska, összetett          | A         | 544       | 18.       | 1077  | 53.      |
| Niels Petersen      | Sportpuska, összetett          | B         | 556       | 10.       | 1116  | 23.      |
| Niels Petersen      | Sportpuska, fekvő              | B         | 382       | 22.       | 580   | 23.      |
| Egon Stephansen     | Sportpuska, fekvő              | A         | 387       | 11.       | 582   | 16.      |
| Egon Stephansen     | Szabadpuska, összetett (300 m) | A         | 523       | 16.       | 1071  | 29.      |

## Úszás
Női
| Versenyző           | Versenyszám | Előfutam | Előfutam | Előfutam | Döntő   | Döntő    |
| Versenyző           | Versenyszám | Idő      | Hely.    | Össz.    | Idő     | Helyezés |
| ------------------- | ----------- | -------- | -------- | -------- | ------- | -------- |
| Kirsten Michaelsen  | 100 m hát   | 1:14,3   | 4.       | 18.      | kiesett | kiesett  |
| Ethel Ward Petersen | 100 m hát   | 1:12,6   | 2.       | 9.       | kiesett | kiesett  |
| Inge Andersen       | 200 m mell  | 2:59,9   | 4.       | 15.      | kiesett | kiesett  |
| Dorrit Kristensen   | 200 m mell  | 2:56,2   | 4.       | 7.       | 2:55,7  | 8.       |

## Vitorlázás
Nyílt
| Versenyző                                           | Versenyszám     | Futam | Futam | Futam | Futam | Futam | Futam | Futam | Pontszám | Helyezés |
| Versenyző                                           | Versenyszám     | 1     | 2     | 3     | 4     | 5     | 6     | 7     | Pontszám | Helyezés |
| --------------------------------------------------- | --------------- | ----- | ----- | ----- | ----- | ----- | ----- | ----- | -------- | -------- |
| Paul Elvstrøm                                       | Finn dingi      | 1645  | 946   | 1645  | 1344  | 946   | 1645  | (0)   | 8171     |          |
| Hans Fogh Ole Erik Petersen                         | Repülő hollandi | 747   | (337) | 1592  | 689   | 893   | 1592  | 478   | 5991     |          |
| William Berntsen Steen Christensen Søren Hancke     | 5,5 méteres     | 1380  | 681   | 681   | 1380  | (380) | 477   | 1079  | 5678     |          |
| Aage Birch Paul Lindemark Jørgensen Niels Markussen | Sárkányhajó     | 1231  | (0)   | 418   | 491   | 1055  | 833   | 687   | 4715     | 6.       |

## Vívás
Férfi
| Versenyző  | Versenyszám  | Csoportkör | Csoportkör       | Csoportkör        | Csoportkör | Csoportkör        | Csoportkör  | Csoportkör        | Csoportkör | Csoportkör        | Csoportkör | Helyezés    |
| Versenyző  | Versenyszám  | 1. kör | 1. kör           | 2. kör            | 2. kör     | Negyeddöntő       | Negyeddöntő | Elődöntő          | Elődöntő   | Döntő             | Döntő      | Helyezés    |
| Versenyző  | Versenyszám  | Ellenfél Eredmény | Hely.            | Ellenfél Eredmény | Hely.      | Ellenfél Eredmény | Hely.       | Ellenfél Eredmény | Hely.      | Ellenfél Eredmény | Hely.      | Helyezés    |
| ---------- | ------------ | --- | ---------------- | ----------------- | ---------- | ----------------- | ----------- | ----------------- | ---------- | ----------------- | ---------- | ----------- |
| Palle Frey | Kard, egyéni | 7. csoport · Gustavo Vassallo (ARG) · 5-4 · Ali Annabi (TUN) · 5-4 · David Tisler (URS) · 3-5 · Walter Köstner (EUA) · 2-5 · Aleksandar Vasin (YUG) · 2-5 · Rájátszás: · Aleksandar Vasin (YUG) · 5-2 · Gustavo Vassallo (ARG) · 1-5 | 5. Rájátszás: 3. | kiesett           | kiesett    | kiesett           | kiesett     | kiesett           | kiesett    | kiesett           | kiesett    | helyezetlen |